# 382
382 (CCCLXXXII) var ett normalår som började en lördag i den julianska kalendern.

## Händelser

### Oktober
- 3 oktober – Theodosius I beordrar sin general Saturninus att sluta fred med visigoterna och därmed tillåta dem att slå sig ner söder om Donau.

### Okänt datum
- Kristna som inte erkänner treenighetsläran blir förföljda.
- Gratianus flyttar officiellt Västroms huvudstad från Rom till Milano.
- Alarik I blir kung över visigoterna.
- Visigoterna, som har blivit besegrade av Theodosius, insätts som foederati i Moesia och Thrakien med epitetet "Allierade till det romerska folket", på villkor att de sätter upp regementen av hjälptrupper, för att hjälpa till att försvara de romerska gränserna.
- Påven Siricius antar titeln Pontifex maximus efter att kejsar Gratianus har avsagt sig den.
- Johannes Chrysostomos håller de första predikningarna, där Marias jungfrudom omnämns.
- Victorias altare avlägsnas från den romerska senatens curia under förföljelserna av hedningarna.